# Monocle
Monocle ist ein internationales Nachrichten- und Lifestylemagazin. Es wurde vom kanadischen Journalisten und Unternehmer Tyler Brûlé 2007 ins Leben gerufen und erscheint zehnmal jährlich. Verlags- und Redaktionssitz ist London, die Redaktion unterhält Büros in New York, Tokio, Hongkong und Zürich.

## Konzept
Das Magazin befasst sich mit einem breiten Themenspektrum von Internationalen Beziehungen über Kultur und Design. Der CBC-Reporter Harry Forestell beschrieb Monocle als „eine Mischung aus Foreign Policy und Vanity Fair“, Gawker nannte es „ein Lifestyle-Magazin für junge, elegante, business-orientierte Jetsetter“.
Auf der Monocle-Website werden Inhalte aus dem Archiv für bezahlende Abonnenten bereitgestellt. Zusätzlich gibt es kostenfreie Podcast-Angebote und die Kolumne Monocolumn, die von Redakteuren und Korrespondenten des Magazins verfasst wird und täglich erscheint. Die Audio-Angebote werden auch als Livestream Monocle 24 bereitgestellt. In einem Online-Shop sind Monocle-Produkte erhältlich, die aus Design- und Modekooperationen mit Labels wie Comme des Garçons, Delvaux, Kitsune, Orlebar Brown, Aspesi oder Malmsten hervorgingen. Diese Produkte sind ebenfalls in Monocle Shops erhältlich, die es mittlerweile in London, Los Angeles, Tokio, Hong Kong und New York gibt.
Im Juni 2010 brachte Monocle eine Zeitung mit dem Titel Monocle Mediterraneo heraus. Die Zeitung tritt dem iPad-Trend anderer Verlage entgegen, was der Chefredakteur damit begründete, dass man ein iPad „nicht am Strand“ lesen könne. Im Dezember 2010 erschien die Winter-Ausgabe der Zeitung mit dem Titel Monocle Alpino.